# 李方 (光绪进士)
李方（1868年—？），廣東人，清朝末年官員、律師。

## 生平
李方畢業于剑桥大学法律科。回国后曾在汉口做律师。光绪三十二年（1906年）他獲得法政科进士。此后他曾被派到大理院任职，曾任大理院推事，1910年曾作为4人代表团之一到欧洲考察监狱。
他曾撰文回憶其獲得進士的過程：
记得那是光绪三十二年，我在汉口干着律师，一天颜惠庆由上海来汉口，找着我，我和他是老朋友，问他来汉口是不是志在游玩。他却举荐给我一条途径，要我去当时的北京参加留学生的考试。我那时第一因为不知要考些什么，怕没有准备；第二恐怕去的时间太久，摆不开原来的业务，起初颇有迟疑之意，但终于受不起他的纵恿，我是答应了他了。

由汉口到北京去，我还记得是乘搭通行了不久的京汉路车的。到北京时……为了没有广东地方官给我的证明文件，我还要到外务部找着唐少川［绍仪］，由他给我一封书做临时证明，唐先生那时做的是外务部侍郎，对我们是很好的。
考试由学部主持，名目为考验游学各国毕业生。与考的人都会齐了，试题都是分别发给，人各不同。因为留学生所去的国度不同，所学的也不同，试题没法不是这样发给的呢。我是学法律的，第一天的试题就是关于法律的试题。第二天的考题，却是一篇普通论文。在这一回考试里，汉文的文章不一定要做，很通融。考试后发榜了，我去看榜时，却发现我名列在最优等，而且是第六名，我不觉笑了。放榜以后，光绪皇曾在颐和园召见我们，我们几个熟朋友，就都高兴着去‘见皇帝’。［见过皇帝之后］我们一班人都想留个纪念，合拍一照，可是大家都是没有辫子的了，我们的辫子大都是假装的。此后，各人便被派到各处任事。……我被派到大理院，但我不愿，我仍以为自己是干外交好。当时我又跑去见唐少川，问他有没有办法给我一个转移。他说这不是他的权限。我就没有办法了。隔了不多年，约是一九一〇年，有四个人被派去欧美考察各国的监狱，我是其中的一个。